# Blanco (cântăreț)
Riccardo Frabbriconi, cunoscut ca Blanco, (n. 10 februarie 2003; Brescia, Italia) este un cântăreț, rapper și compozitor italian, cunoscut după câștigarea Festivalului Muzical Sanremo 2022, cu cântecul „Brividi”, interpretat în duet cu Mahmood. Cei doi au reprezentat împreună Italia la Concursul Muzical Eurovision 2022, la Torino.

## Biografie
Născut pe 10 februarie 2003 la Brescia, din tată lombard și mamă romană, Riccardo Fabbriconi a crescut la Calvagese della Riviera, un sat pe malul lacului Garda. Și-a petrecut copilăria între orașul natal, Brescia, și Desenzano del Garda, unde a urmat cursurile Școlii Generale „Luigi Bazoli - Marco Polo”.

## Carieră
Blanco se lansează pe 9 iunie 2020 cu EP-ul Quarantine Paranoid, postat pe platforma SoundCloud, care atrage atenția casei de discuri Universal Records, ce îi oferă un contract. Sub îndrumarea aceasteia, își lansează single-ul de debut „Belladonna (Adieu)”, pentru ca pe 10 septembrie 2021, să își lanseze primul album, Blu celeste, ce ajunge numărul 1 în topurile italiene și câștigă patru discuri de platină.
În februarie 2022, în duet cu Mahmood, Blanco a câștigat a 72-a ediție a Festivalului Muzical Sanremo, cu cântecul „Brividi”. Cei doi au reprezentat Italia la Concursul Muzical Eurovision 2022, desfășurat la Torino.

## Discografie

### Albume
- Blu celeste (2021

### Single-uri
- Belladonna (Adieu) (2020)
- Notti in bianco (2020)
- Ladro di fiori (2020)
- La canzone nostra (2021, cu Mace și Salmo)
- Paraocchi (2021)
- Mi fai impazzire (2021, cu Sfera Ebbasta)
- Blu celeste (2021)
- Finché non mi seppelliscono (2021)
- Brividi (2022, cu Mahmood)